# Elpasolite
L'elpasolite (simbolo IMA: Elp) è un raro minerale del supergruppo della perovskite, all'interno del quale viene collocato nel gruppo delle perovskiti non stechiometriche e da lì al sottogruppo della criolite; appartiene alla famiglia minerale degli "alogenuri" e possiede composizione chimica K2NaAlF6.

## Etimologia e storia
L'elpasolite è stata descritta e denominata per la prima volta da Cross e Hillebrand, che scoprirono il minerale da pegmatiti di microclino di quarzo-riebeckite a St. Peter's Dome (contea di El Paso, in Colorado, Stati Uniti), che è anche la località tipo del minerale, oltre a dargli il nome.

## Classificazione
La classica nona edizione della sistematica dei minerali di Strunz, aggiornata dall'Associazione Mineralogica Internazionale (IMA) fino al 2009, elenca l'elpasolite nella classe "3. Alogeni" e nella sottoclasse "3.C Alogeni complessi"; questa è ulteriormente suddivisa in base alla composizione del minerale, in modo tale che l'elpasolite possa essere trovata nella sezione "3.CB Neso-alluminofluoruri", dove insieme a simmonsite e criolite forma il sistema nº 3.CB.15.
Tale classificazione viene mantenuta invariata anche nell'edizione successiva, proseguita dal database "mindat.org" e chiamata Classificazione Strunz-mindat.
Nella Sistematica dei lapis (Lapis-Systematik) di Stefan Weiß l'elpasolite si trova nella classe degli "alogenuri" e nella sottoclasse degli "alogenuri doppi"; qui è nella sezione degli alogenuri "con [struttura] [BF4]1-, [SiF6]2- e [AlF6]3-", dove forma il sistema nº III/B.03 insieme a criolitionite, colquiriite, simmonsite, criolite, fluornatrocoulsellite, bøgvadite, jørgensenite, jarlite e calcjarlite.
Nella classificazione dei minerali secondo Dana, usata principalmente nel mondo anglosassone, la elpasolite è elencata nella famiglia degli "alogenuri"; qui è nella classe degli "alogenuri complessi – fluoruri di alluminio con formule diverse" dove forma il sistema nº 11.6.2 come unico membro.

## Abito cristallino
L'elpasolite cristallizza nel sistema cubico con gruppo spaziale Pa3 con costante di reticolo a = 8,12 Å.

## Proprietà

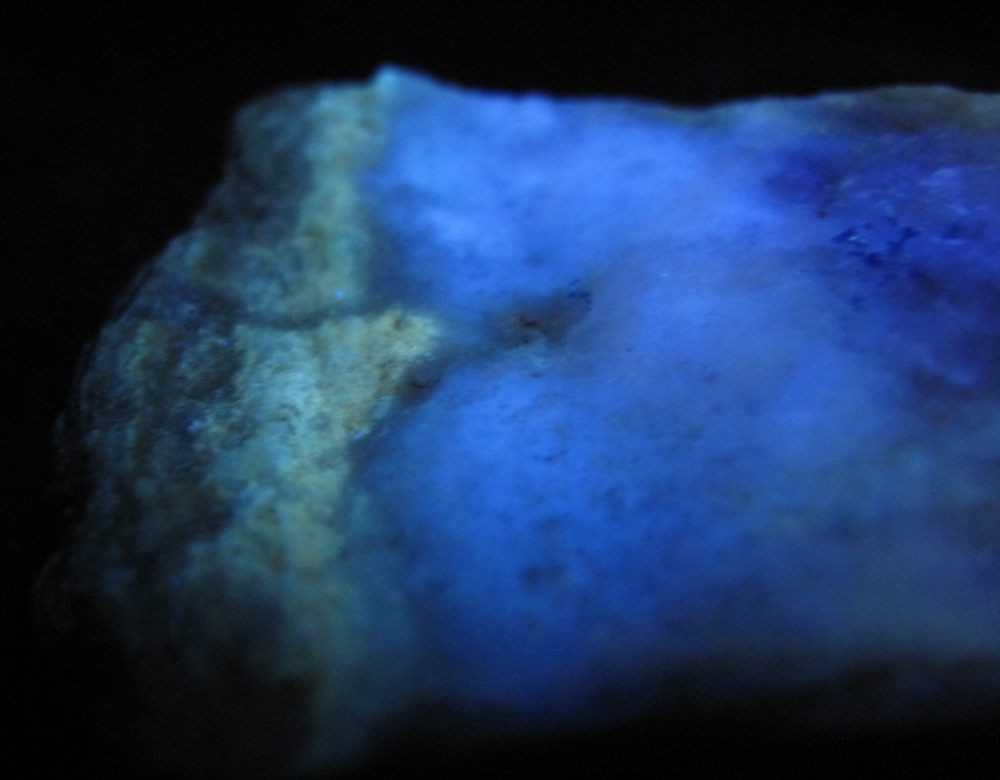
Diffrazione ai raggi X di elpasolite fluorescente blu-violetto. La crosta fluorescente bianco crema sulla sinistra è composta da una miscela di fluorite e apatite

Occasionalmente, i campioni di elpasolite mostrano una fluorescenza bluastra con una sfumatura viola sotto la luce ultravioletta.

## Origine e giacitura
L'elpasolite si forma per sostituzione di minerali contenenti fluoro in una pegmatite di quarzo-microclino (per campioni trovati presso Pikes Peak, in Colorado, Stati Uniti), oppure su vene di quarzo in un deposito idrotermale di antimonio in calcare silicificato (per quanto riguarda campioni trovati nella miniera di Cetine, presso Chiusdino,in Italia).
L'elpasolite è un minerale piuttosto raro ed è stata trovata solo in poche località: negli Stati Uniti, oltre che nella sua località tipo di St. Peter's Dome nella contea di El Paso, è stata trovata anche nella contea di Fremont, entrambe in Colorado; ritrovamenti anche nelle contee di Mineral, Hudspeth e di Amelia.
Altri siti per l'elpasolite sono: il monte Vesuvio (Napoli, Campania) e la miniera di Cetine, a Chiusdino (Toscana); nei distretti di Žytomyr e di Korosten' (Ucraina); nel deposito di fluorite e terre rare di "Rock Canyon Creek" nella Columbia Britannica (Canada); sul monte Nyiragongo (Repubblica Democratica del Congo).

## Forma in cui si presenta in natura
La elpasolite si forma come cristalli ottaedrici, trapezoidali o tetraesaedrici, con dimensioni fino a 0,5 mm, ma anche in aggregati granulari e massicci.
Il minerale è incolore, trasparente e il colore del suo striscio è bianco.